# Istoria statului Ohio, SUA
În secolul al XVII-lea, zona aflată la nord de fluviul Ohio fusese locuită de tribul Shawnee⁠(d), care vorbeau limba algonkină⁠(d). În jurul anilor 1660, de-a lungul unor conflicte brutale, cunoscute sub denumirea generică de Beaver Wars⁠(d), Războaiele castorului, tribul irochezilor a obținut controlul zonei numită ulterior Ohio Country, alungând tribul Shawnee, respectiv cucerind și încorporând tribul Erie⁠(d). După aceste conflicte, ca urmarea a controlului exercitat de irochezi, Ohio Country a devenit o zonă nelocuită pentru câteva decenii, fiind în primul rând utilizată ca zonă de vânătoare de către acest trib războinic.
O altă hartă a zonei Ohio Country
De-a lungul secolelor al 17-lea și al 18-lea, atât Franța cât și Anglia au pretins a fi posesoare ale zonei Ohio Country. După perioada celor câtorva decenii de control irochez, în anii timpurii 1700, ambele națiuni au trimis comercianți ca să facă comerț cu nativii americani locali. Și această perioadă, datorită dorințelor de anexare ale ambelor puteri europene, a fost una violentă. După Pacea și Tratatul de la Paris (1763), marcând sfârșitul războiului cunoscut ca Războiul franco-indian, Anglia a dobândit controlul asupra zonei de la francezi.
După încheierea acestui tratat, Anglia nu mai avea nici un fel de probleme de posesiune cu Franța, întrucât aceasta nu mai putea avea nici un fel de pretenții teritoriale asupra zonei Ohio Country. Oricum, numeroase triburi nativ americane, incluzând triburile Shawnee, Mingo⁠(d), Wyandot și Delaware⁠(d), emiteau pretenții de posesiune a zonei. De cele mai multe ori, motivul esențial îl constituia stabilirea coloniștilor de origine europeană în această zonă, lucru care nu era privit defel cu ochi buni de către populațiile indigene. Pentru a preveni conflicte armate, vărsări de sânge și cheltuieli militare suplimentare, Anglia a decretat Proclamația din 1763⁠(d), care interzicea coloniștilor să locuiască la vest de Munții Apalași. Ulterior, acea hotărâre de natură politică, a constituit un motiv major al declanșării Revoluției Americane pentru că a convins coloniștii americani, printre multe altele, că Angliei nu-i păsa de interesele majoritare ale supușilor săi din coloniile nord-americane.